# 1er bataillon du 6e régiment de Marines
Le 1er bataillon du 6e régiment de Marines (1st Battalion, 6th Marine Regiment) est une unité de l'USMC basée à camp Lejeune, en Caroline du Nord. Il se compose d'approximativement 800 marines. Il appartient au 6e régiment de marines qui lui-même appartient à la 2e division de marines qui appartient à la IIe force expéditionnaire de marines.

## Unités subalternes
- Headquarters et Services Company
- Alpha Company
- Bravo Company
- Charlie Company
- Weapons Company

## Histoire de l'unité

### Première Guerre mondiale
Le 1/6 bataillon  fut créé le 11 juillet 1917 à Quantico en Virginie. Le bataillon fut déployé en France à partir de septembre à octobre 1917 et fut assigné à la 4e brigade, elle-même assignée à la 2e division et qui fait partie de la force expéditionnaire des États-Unis. Le bataillon participa aux campagnes suivantes :
- Aisne
- Aisne-Marne
- Meuse Argonne
- Mihiel

Le bataillon participa aussi à la défense des villes suivantes :
- Limey
- Château-Thierry
- Marabache
- Touln Troyon

De décembre 1918 à juillet 1919, le 1/6 bataillon participa à l'occupation de la Rhénanie. Il revint ensuite à Quantico, en Virginie en août 1919 et fut désactivé le 20 août 1919.

### De 1922 à 1942
Le 1/6 bataillon fut réactivé le 12 juin 1922 et participa à des manœuvres à Gettysburg en Pennsylvanie. De janvier à septembre 1925, le bataillon se déploya à Guantanamo à Cuba. Le bataillon retourna ensuite à Norfolk en Virginie et fut de nouveau désactivé le 1er octobre 1925.
L'unité fut néanmoins de nouveau réactivée le 29 mars 1927 à Philadelphie en Pennsylvanie. L'unité fut basée de mars à juin 1927 à San Diego en Californie. Le bataillon fut ensuite de nouveau désactivé en mars 1929.
Le 9 septembre 1934, l'unité est de nouveau activée à Norfolk, Virginie. Le 1/6 est envoyé à San Diego de septembre à octobre 1934 et le bataillon fut ensuite déployé à Shanghai, en août 1937 où ils ont été assignés à la 2e brigade de marines. Les soldats du bataillon revinrent à San Diego de février à avril 1936. Le 1er février 1941, la 2e brigade de marines fut transformée en 2e division de marines. Le 1/6 bataillon fut déployé de mai à juillet 1941 à Reykjavik et fut subordonné à la 1re brigade de marines temporaire.

### Seconde Guerre mondiale
Durant le mois de mars 1942, le bataillon est déployé à San Diego en Californie et fut de nouveau subordonné à la 2e division de Marines. À partir d'octobre et jusqu'à novembre 1942, le bataillon fut déployé à Wellington en Nouvelle-Zélande. Le bataillon participa aux campagnes suivantes :
- Guadalcanal
- sud Salomon
- Tarawa
- Saipan
- Tinian
- Okinawa

En septembre 1945, les soldats du bataillon furent déployés à Nagasaki au Japon où ils participèrent à l'occupation du Japon.

### Période 1946-2001
En juillet 1946, le 1/6 bataillon est envoyé à camp Pendleton en Californie et fut subordonné à la 3e brigade de marines. Puis en juillet 1947, le bataillon fut assigné à la 1re division de marines et fut désactivé le 1er octobre 1947.
Le 1/6 fut réactivé le 7 octobre 1949 à Camp lejeune, base de Marines en Caroline du Nord et fut subordonné à la 2e division de marines. Le bataillon fut déployé ensuite tantôt en Méditerranée tantôt aux Caraïbes durant l'année 1950. Le bataillon participa à la crise des missiles de Cuba d'octobre à novembre 1962 et intervint sur le territoire de la République dominicaine d'avril à juin 1965. Des éléments du 1/6 bataillon furent déployés à Panama de janvier à juillet 1989 en appui à l'opération Just Cause. Le bataillon participa aussi à l'opération Desert Storm en 1991.

### Guerre anti-terroriste
En 2004, l'unité fut déployée dans la province d'Oruzgan en Afghanistan comme élément de la 2e unité expéditionnaire des marines. L'unité fut déployée lors de la Guerre en Irak à Fallujah puis dans la province d'Anbâr en Irak. En février 2010, elle participe à l'opération Mushtarak en Afghanistan.